# 金政珉
金政珉（韓語：김정민，1970年—），韓國電視劇導演，1998年通过KBS第25期制作人公开招募。

## 作品列表

### 電視劇
- 2005年：KBS2《Drama City—张国荣去世了？》
- 2005年：KBS2《Drama City—夏天，离别的故事》
- 2006年：KBS2《走为上策》
- 2007年：KBS2《Drama City—银鱼曾生活的地方》
- 2008年：KBS2《Drama City—出售爱情.com》
- 2008年：KBS2《傳説的故鄉-四辰劍的詛咒／青樓怪談》
- 2009年：KBS2《傳説的故鄉》
- 2010年：KBS2《Drama Special—家族的秘密》
- 2011年：KBS2《公主的男人》
- 2014年：KBS2《朝鮮槍手》
- 2016年：KBS2《住在我家的男人》
- 2018年：TV朝鮮《大君－繪製愛情》
- 2019年：TV朝鮮《揀擇－女人們的戰爭》
- 2020年：KBS2《暗行御史：朝鮮秘密搜查團》
- 2023年：SBS《花書生熱愛史》

### 助理導演作品
- 2001年：KBS2《純情》

## 奖项荣誉
- 2010年：纽约电视节TV电影部门 金奖
- 2012年：第48屆百想藝術大獎TV部门 最佳导演
- 2012年：第7届首尔电视剧大奖连续剧部门 最优秀奖
- 2012年：亚洲TV大奖连续剧部门 最优秀奖
- 2013年：纽约电视节连续剧部门 铜奖
- 2013年：第46届休斯顿国际电影节电视剧部门 大奖
- 2015年：第10届首尔电视剧大奖韩流电视剧 优秀作品奖

## 外部連結
- Naver人物资料 （页面存档备份，存于）
- Daum人物资料 （页面存档备份，存于）